# Estación Remedios de Escalada
Remedios de Escalada es una estación ferroviaria ubicada en la ciudad homónima, partido de Lanús, Provincia de Buenos Aires, Argentina.

## Servicios
Es un centro de transferencia intermedio del servicio eléctrico metropolitano de la Línea General Roca que se presta entre las estaciones Constitución, Ezeiza, Glew y Alejandro Korn.

## Ubicación e Infraestructura
Junto a la estación se encuentran los talleres ferroviarios actualmente administrados por Trenes Argentinos Operaciones. Además, funciona en las instalaciones aledañas el Ferroclub Argentino Remedios de Escalada, en el cual entre otras actividades, se mantienen restauradas locomotoras a vapor y diésel antiguas, radiadas del servicio.
Estando la estación a 100 metros de distancia de la Avenida Yrigoyen/Pavón, se ingresa por el edificio antiguo, donde están ubicadas las boleterías, y luego a pie cruzando las vías originales hoy desactivadas hacia el andén descendente elevado.
A su vez, se accede a la plataforma ascendente y a los Talleres mediante un puente peatonal.
Posee cinco andenes (contando los antiguos) de los cuales se utilizan dos para los servicios eléctricos metropolitanos. 
El edificio original de la estación, construido por el Ferrocarril del Sud, no fue demolido con los trabajos de electrificación, y se encuentra actualmente retirado de las plataformas que se utilizan para el servicio de pasajeros.

## Diagrama
| Vía 1                   | Trenes a Bosques provenientes de Constitución vía Temperley no se detienen en esta estación                                                                                                 |
| Vía 2                   | Trenes a Constitución provenientes de Bosques vía Temperley no se detienen en esta estación                                                                                                 |
| Plataforma central Este | |
| Vía 3                   | Trenes a Glew provenientes de Constitución (próxima Banfield) Trenes a Korn provenientes de Constitución (próxima Banfield) Trenes a Ezeiza provenientes de Constitución (próxima Banfield) |
| Vía 4                   | Trenes a Constitución provenientes de Glew (próxima Lanús) Trenes a Constitución provenientes de Korn (próxima Lanús) Trenes a Constitución provenientes de Ezeiza (próxima Lanús)          |
| Plataforma central      | |
| Vía 5                   | Sin uso |
| Vía 6                   | Sin uso |
| Plataforma Oeste        | |

## Historia
La estación se llamaba antiguamente Talleres, tomó su denominación actual en 1927.

### Toponimia
El nombre de la estación ferroviaria y la ciudad deben a la esposa de Don José de San Martín, Remedios de Escalada.